# Булићи (Јајце)
Булићи су насељено мјесто у Босни и Херцеговини у Општини Јајце које административно припада Федерацији Босне и Херцеговине. Према попису становништва из 1991. у насељу је живјело 1.400 становника.

## Становништво
| Националност       | 1991.        | 1981.        | 1971.        |
| Хрвати             | 953 (68,07%) | 876 (69,96%) | 572 (61,97%) |
| Муслимани          | 415 (29,64%) | 350 (27,95%) | 341 (36,94%) |
| Срби               | 14 (1,00%)   | 14 (1,11%)   | 6 (0,65%)    |
| Југословени        | 8 (0,57%)    | 9 (0,71%)    | 1 (0,10%)    |
| остали и непознато | 10 (0,71%)   | 3 (0,23%)    | 3 (0,32%)    |
| Укупно             | 1.400        | 1.252        | 923          |